# ウェスタへの供儀
『ウェスタへの供儀』（ウェスタへのくぎ、西: Sacrificio a Vesta, 英: Sacrifice to Vesta）は、スペインのロマン主義の巨匠フランシスコ・デ・ゴヤが1771年に制作した絵画である。油彩。ローマ神話の火と竈の女神ウェスタ（ギリシア神話のヘスティアに相当）の供儀を主題としている。イタリア滞在時に制作された初期の小品で、おそらく『パンへの供儀』（Sacrificio a Pan）の対作品と考えられている。現在はサラゴサのフェリックス・パラシオス・レモンド・コレクション（Félix Palacios Remondo Collection）に所蔵されている。

## 主題
ウェスタの巫女たちはウェスタの処女と呼ばれ、フォロ・ロマーノにあるウェスタ神殿で燃えている古代ローマの神聖な火が絶えないように世話をした。ウェスタの処女は初期は4人であったが次第に数を増やし、最終的に7人の処女で構成された。初期は主に両親が健在な6歳から10歳までの貴族出身の女性から選ばれたが、後に平民からも選ばれた。彼女たちは30年もの間ウェスタに仕えなければならなかったが、その期間が終えたのちは結婚することができた。

## 制作背景
ゴヤは1770年にイタリアに滞在して芸術を学び、翌1771年にパルマ美術アカデミーが開催したコンクールのために『初めてアルプスからイタリアを眺める勝利したハンニバル』（Aníbal vencedor que por primera vez mira Italia desde los Alpes）を制作した。当時のゴヤはまだ自身の様式を確立する過程にある無名の画家で、奨学金受給者とは異なり、滞在費用を自費で賄わなければならなかった。本作品はゴヤがイタリアで滞在費用を稼ぐために制作されたもので、神話をテーマにした小品をいくつか制作している。これらの作品は顧客の好みに合わせて制作され、顧客が直接作品を依頼することもあった。本作品はそうした絵画の1つである。

## 作品

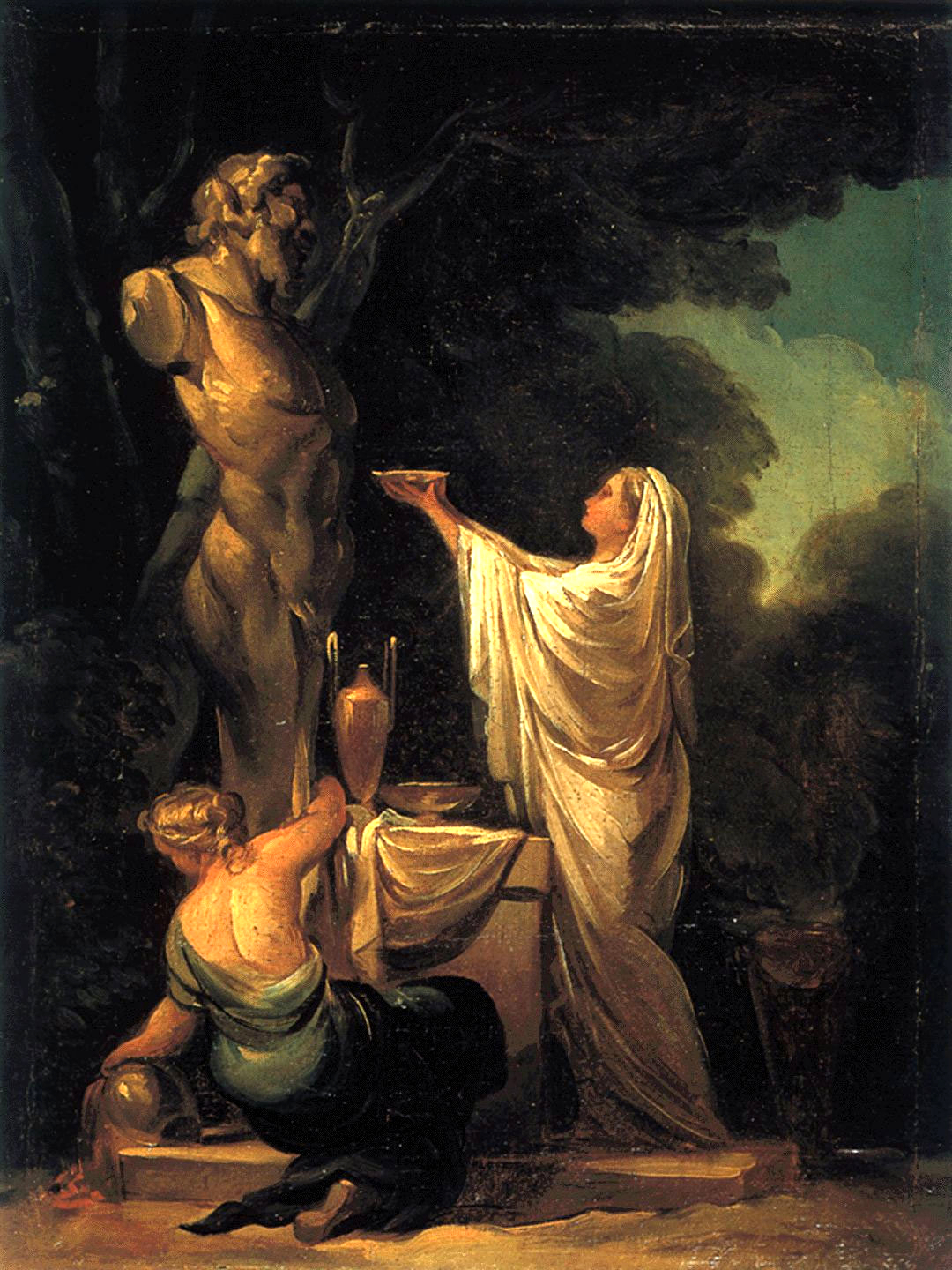
対作品『パンへの供儀』。個人蔵。

女神ウェスタを召喚するために深い森の中にある祭壇で火の儀式を執り行う神官の姿が描かれてる。老いた神官にはウェスタの処女と呼ばれる女神に捧げられた火を燃やし続ける役割を担う3人の若い巫女が付き添っている。画面左端の白い服を着た少女が受けているのは入信の儀式であり、30年の間処女のままでいることを誓っている。彼女たちの後方にはガイウス・ケスティウスのピラミッドを彷彿とさせる傾斜の急なピラミッドが建っている。ゴヤの署名は祭壇を飾る銘板に「ゴヤ / 1771年」（GOYA / 1771）と描き込まれている。
『ウェスタへの犠牲』の構図は古典的であるが、色彩構成は典型的なロココ調の雰囲気を備えている。本作品や『パンへの供儀』は当時ローマで追随されていた様々な芸術の傾向がまとめられている。ゴヤがローマを訪れていたとき、アカデミー・フランセーズから奨学金を受けていたフランス人留学生も住んでいた。彼らはゴヤにロココの影響をもたらした。またジョヴァンニ・バッティスタ・ティエポロやドメニコ・コルヴィなどの著名なイタリア人画家の作品にも影響を受けた。本作品との関連ではドメニコ・コルヴィの『ポリュクセネの犠牲』（Sacrificio di Polissena）やポーランド出身の画家タデウシュ・クンツェの『ディアナへの供儀』（Sacrificio a Diana）との類似が指摘されている。
これらの異質な要素は『ウェスタへの供儀』と『パンへの供儀』の帰属について疑問を生じさせるため、ゴヤのイタリア時代を論じたいくつかの出版物では省略されている。それにもかかわらず、大多数の研究者は祭壇に描き込まれた署名を偽造することが困難であることを考慮して、これらをゴヤの作品と見なしている。ホセ・ミリクアはゴヤが多くの作品で珍しい方法を用いて署名していることを挙げ、本作品の署名方法がゴヤの様式や趣向と完全に一致することを指摘している。

## 来歴
初期の来歴は不明である。1913年にユージン・クラマー（Eugène Kramer）のコレクションの一部としてパリで競売にかけられ、ロット番号106でモーリス・ボワイユ・ラフォン（Maurice Boilloux Lafont）によって購入された。1953年にスイスの美術収集家によって購入されたのち、美術史家ホセ・グディオル・リカールのコレクションに加わった。ホセ・グディオルの死後は彼の相続人が所有したが、その後、現在の所有者であるフェリックス・パラシオス・レモンドによって購入された。

## ギャラリー

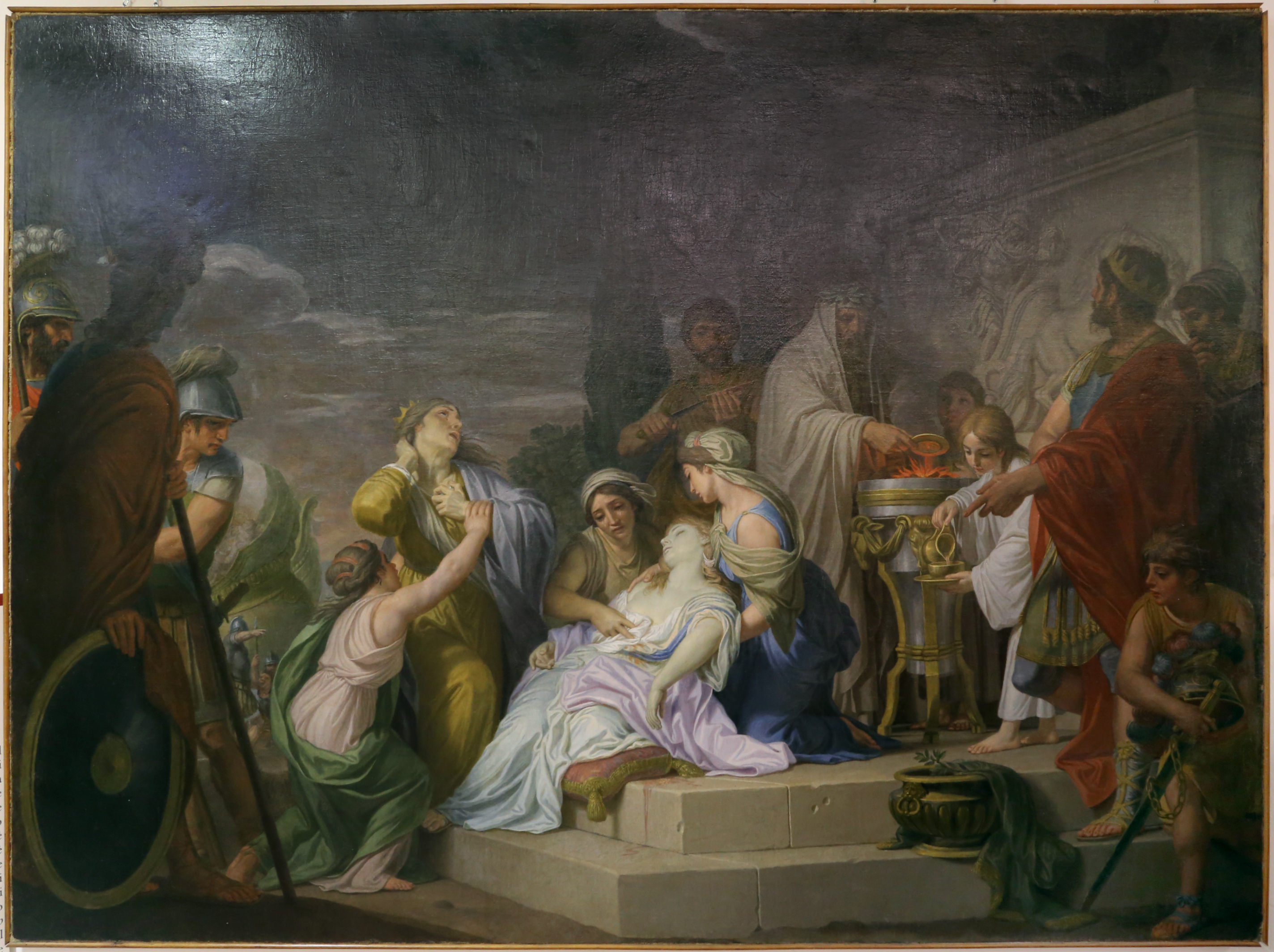
ドメニコ・コルヴィ『ポリュクセネの犠牲』1680年-1690年頃 ヴィテルボ市立博物館（英語版）所蔵
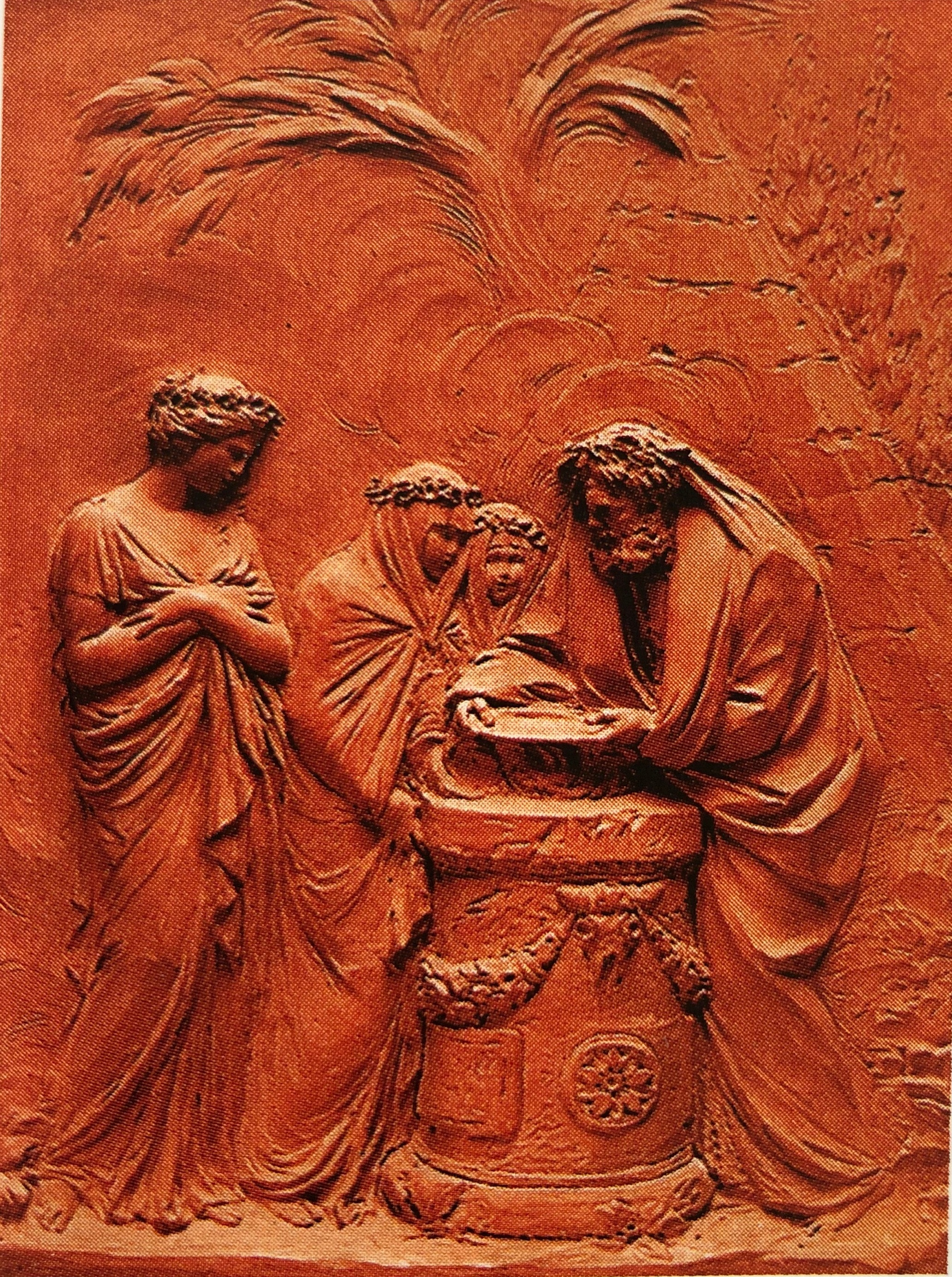
アレクシス3世・ロワール（フランス語版）『ウェスタへの供儀』1772年